# George I. Stegeman
George Ian Stegeman (* 4. August 1942 in Edinburgh; † 2. Mai 2015) war ein kanadischer Physiker, der als einer der weltweit führenden Experten in nichtlinearer Optik galt.

## Leben
Stegeman studierte an der University of Toronto mit dem Bachelor-Abschluss 1965, dem Master-Abschluss 1966 und der Promotion in Physik 1969. 1970 wurde er dort Assistant Professor, 1975 Associate Professor und 1980 Professor. 1980 bis 1990 war er Professor am Optical Sciences Center der University of Arizona und danach Professor (Cobb Family Chair) an der University of Central Florida am CREOL (College of Optics and Photonics). Seit 2008 war er Professor Emeritus.
1986 war er Gastprofessor an der Universität Paris VI und 2013 an der Friedrich-Schiller-Universität Jena (Abbe School of Photonics).
Er befasste sich mit nichtlinearer Optik, unter anderem Akusto-Optik, Lichtstreuung, optische Schalter und Nichtlinearitäten optischer Materialien, untersuchte Erzeugung und Wechselwirkung räumlicher optischer Solitonen in verschiedenen diskreten (Systeme von gekoppelten optischen Wellenleitern) und kontinuierlichen Systemen (optische Halbleiter-Verstärker, photonische Kristalle, Kristalle mit Quasiphasenanpassung). In den 2010er Jahren befasst er sich mit extremer nichtlinearer Optik in Atomen und Molekülen mit durch Ionisation freigesetzten Elektronen.
Mit seinem Sohn Robert Stegeman schrieb er ein Lehrbuch der nichtlinearen Optik.
2003 erhielt er den R. W. Wood Prize, 1980 die Herzberg  Medal der Canadian Association of Physicists (CAP). Außerdem erhielt er den Professor Bluto Preis der polnischen Photonik-Gesellschaft. Er war Fellow der American Physical Society, des IEEE und der Optical Society of America. Er war Ehrendoktor des kanadischen Institut national de la recherche scientifique (INRS, 2013) und des spanischen INAOE.
Er war seit 1969 verheiratet und wurde Vater zweier Söhne und einer Tochter.

## Schriften
- mit Robert A. Stegeman: Nonlinear Optics: Phenomena, Materials and Devices. Wiley, 2012
- Herausgeber mit C. G. Someda: Anisotropic and Nonlinear Optical Waveguides. Elsevier, 1992
- Herausgeber mit anderen: Beam shaping and control with nonlinear optics. Springer, 2002